# Jewgenija Konstantinowna Melnikowa

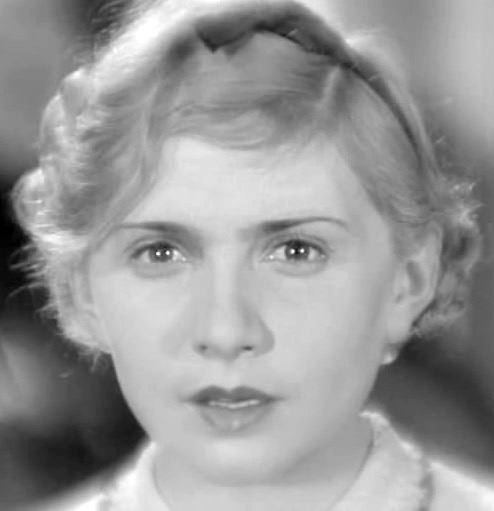
Jewgenija Melnikowa in Zirkus (1936)

Jewgenija Konstantinowna Melnikowa (russisch Евгения Константиновна Мельникова; * 27. Juni 1909 in Moskau; † 10. September 2001 ebenda) war eine sowjetische Schauspielerin und Synchronsprecherin.

## Leben
Jewgenija Melnikowa war Tochter eines Schlossers und einer Hausfrau. Sie hatte drei ältere Schwestern. Melnikowa wuchs in Moskau auf und wohnte zeitlebens dort.
Nach ihrem Schulabschluss absolvierte sie bis 1930 ihre Schauspielausbildung an der Moskauer Filmschule. Die blonde Mimib spielte von 1937 bis 1938 am Theater der Roten Armee und anschließend von 1945 bis 1991 am Staatstheater der Kinodarsteller. Von 1929 bis 1986 wirkte sie als Schauspielerin vor der Kamera in mehr als 40 Film- und Fernsehproduktionen mit, darunter mehrfach für das Mosfilmstudio.
Melnikowa trug seit 1969 den Titel Verdiente Künstlerin der RSFSR. 1977 erhielt sie den Schauspielpreis Кумир (Kumir) und 1984 den Staatspreis der RSFSR für ihre Rolle in Не хочу быть взрослым (Ne chotschu byt wsroslym, 1983).
Sie war auch in den russischsprachigen Fassungen diverser ausländischer Filme zu hören, u. a. in Der Graf von Monte Christo (1954) für Maryse Paillet, in Das Feuerzeug (1959) für Maria Besendahl, in Das Leben beginnt (1960) für Manja Behrens und in Leben, Liebe und Tod des Obersten Wolodyjowski (1969) für Hanka Bielicka.
Melnikowa war verheiratet und hatte eine Tochter, die Journalistik studierte. Ihr Enkel Andrei Golowanow ist Sportkommentator. Sie starb am 10. September 2001 im Alter von 92 Jahren in Moskau und wurde auf dem Friedhof Wostrjakowo, Abschnitt 131, beigesetzt.

## Filmografie (Auswahl)
- 1936: Zirkus (Zirk)
- 1950: Der Fall von Berlin (Padenije Berlina)
- 1954: Feuertaufe (Schkola muschestwa)
- 1954: Reifezeugnis (Attestat srelosti)
- 1959: Ein Menschenschicksal (Sudba tscheloweka)
- 1959: Das Vaterhaus (Ottschi dom)
- 1966: Auf Wiedersehen, Jungs (Do swidanija, maltschiki)
- 1967: Die Schneekönigin (Sneschnaja korolewa)
- 1968: Dein Zeitgenosse (Twoi sowremennik)
- 1969: Brilliantowaja ruka
- 1972: Der siebente Himmel (Sedmoje nebo)